# Deep Purple
Deep Purple so angleška rokovska glasbena skupina. Skupaj z Led Zeppelin in Black Sabbath veljajo za enega izmed začetnikov hard rock in kasneje heavy metal sloga. Skupina je dobila ime po imenu pesmi avtorja Petra De Rose. Skupina je prodala preko 150 milijonov albumov do današnjega dne.

## Zasedba in diskografija
Različne zasedbe so skozi zgodovino skupine Deep Purple med oboževalci in tudi člani skupine označene z "Mark" številkami (okrajšano z Mk I, Mk II, itd). Kot Mark VI (Mk VI) je tako označena skupina koncertov z Joem Satrianijem kot kitaristom za zamenjavo Ritchieja Blackmorea, ko je le ta zapustil skupino sredi turneje v novembru 1993. Ta zasedba ni izdala nobenega uradnega posnetka.

### Studijski albumi
(zasedba, album, mesec in leto izida, najvišje mesto na lestvici albumov)
- Mk I
  - Shades of Deep Purple, September 1968 #24 US
  - The Book of Taliesyn, December 1968 #54 US
  - Deep Purple, November 1969 #162 US
- Mk II
  - Deep Purple in Rock, Junij 1970 #4 UK, #143 US
  - Fireball, September 1971 #1 UK, #32 US
  - Machine Head, Marec 1972 #1 UK, #7 US
  - Who Do We Think We Are, Februar 1973 #4 UK, #15 US
- Mk III
  - Burn, Februar 1974 #3 UK, #9 US
  - Stormbringer, December 1974 #6 UK, #20 US
- Mk IV
  - Come Taste the Band, Oktober 1975 #19 UK, #43 US
- Mk II, reunited
  - Perfect Strangers, November 1984 #5 UK, #17 US
  - The House of Blue Light, Januar 1987 #10 UK, #34 US
- Mk V
  - Slaves & Masters, Oktober 1990 # 45 UK, #87 US
- Mk II, again reunited
  - The Battle Rages On, Julij 1993 #21 UK, #192 US
- Mk VII
  - Purpendicular, Februar 1996 #58 UK
  - Abandon, Maj 1998 #76 UK
- Mk VIII
  - Bananas, Avgust 2003
  - Rapture of the Deep, Oktober 2005 #81 UK
  - Rapture of the Deep Special 2CD Edition , Junij 2006
  - Now What?!, April 2013
  - Infinite, April 2017
  - Whoosh!, 2020
  - Turning to Crime, 2021
- Mk IX
  - =1, 2024

### Živi albumi
- Mk I
  - Live in Inglewood, 1968 (izdan 2004)
- Mk II
  - Concerto for Group and Orchestra, 1969
  - Kneel & Pray, 1969 (izdan 2004)
  - Gemini Suite Live, 1970 (izdan 1998)
  - Scandinavian Nights, 1970 (izdan  1988)
  - Space Vol 1 & 2, 1970 (izdan 2004)
  - Made in Japan 1972, #16 UK, #6 US
  - Deep Purple In Concert, 1970-1972 (izdan 1980) #30 UK
  - Denmark 1972, 1972 (izdan 2004)
- Mk III
  - Made in Europe, 1975, #12 UK, #148 US
  - Live in London, 1974 (izdan 1982), #23 UK
  - Just Might Take Your Life, 1974 (izdan 1996 | 2004)
  - Perks And Tit, 1974 (izdan 2004)
  - Mk III: The Final Concerts, 1975 (izdan 1996)
- Mk IV
  - Last Concert in Japan, 1976
  - King Biscuit Flower Hour Presents: Deep Purple in Concert(=On the Wings of a Russian Foxbat) = , 1975 (izdan 1995)
  - This Time Around: Live in Tokyo, 1975 (izdan 2001)
- Mk II, reunited
  - Nobody's Perfect, 1987 (izdan 1988) #38 UK, #105 US
  - In The Absence of Pink: Knebworth 85, 1985 (izdan 1991)
  - Come Hell or High Water, 1993, (izdan 1994)
  - Live In Europe 1993, 1993 (4-CD box set - izdan 2006)
- Mk VII
  - Live at the Olympia '96, 1996 (izdan 1997)
  - Total Abandon: Live in Australia, 1999
  - In Concert with the London Symphony Orchestra, 1999
  - Live At The Rotterdam Ahoy, 2000
  - The Soundboard Series, 2001

### DVD v živo
- Mk II
  - Concerto for Group and Orchestra, 1969 (CD 1969, DVD 2003)
  - Special Edition EP, 1969 (izdan 2003)
  - Live In Concert 1972/73, 1972/1973 (izdan 1988)
- Mk III
  - Live in California 74, 1974 (izdan 1974, DVD izdaja 2006)
- Mk II, Reunited
  - Come Hell Or High Water, 1993 (DVD izdan 2001)
- Mk VII
  - Bombay Calling, 1995
  - Live at Montreaux, 1996
  - In Concert with the London Symphony Orchestra, 1999
  - Live in Australia: Total Abandon, 1999
  - Perihelion, 2001
  - Live Encounters, 2003
  - Live at Montreaux with Orchestra, 2011

### Kompilacije
- Purple Passages, September 1972; # 57 US
- 24 Carat Purple, Julij 1975; #14 UK
- When We Rock, We Rock, and When We Roll, We Roll, 1978
- The Mark II Purple Singles, April 1979; #24 UK
- Deepest Purple: The Very Best of Deep Purple, July 1980; #1 UK, #148 US
- The Anthology, Junij 1985; # 50 UK
- 30: Very Best of Deep Purple, Oktober 1998; #39 UK
- The Very Best of Deep Purple, 2000
- Listen, Learn, Read On, Oktober 29, 2002 (6 disc box set)
- Winning Combinations: Deep Purple and Rainbow, 2003
- Deep Purple: The Platinum Collection, 2005

## Singli
- 1968 "Hush" #4 US
- 1968 "Kentucky Woman" #38 US
- 1969 "River Deep - Mountain High" # 53 US
- 1970 "Black Night" #2 UK, # 66 US
- 1971 "Strange Kind of Woman" #8 UK
- 1971 "Fireball" #15 UK
- 1972 "Never Before" #35 UK
- 1973 "Smoke on the Water" #21 UK (1977 izdaja), # 4 US
- 1973 "Woman From Tokyo" # 60 US
- 1974 "Might Just Take Your Life" # 91 US
- 1977 "New Live and Rare EP" #31 UK (vključno z živo verzijo Black Night)
- 1978 "New Live and Rare EP II" # 45 UK
- 1980 "Black Night" (reissue) # 43 UK
- 1980 "New Live and Rare EP III" # 48 UK (vključno s Smoke on the Water)
- 1985 "Knocking at Your Back Door" # 61 US
- 1985 "Perfect Strangers" # 48 UK
- 1985 "Knocking at Your Back Door / Perfect Strangers" # 68 UK
- 1988 "Hush" (re-recording) # 62 UK
- 1990 "King Of Dreams" # 70 UK
- 1991 "Love Conquers All" # 57 UK
- 1995 "Black Night" (ponovna izdaja) # 66 UK (remaster - CD singl)